# Eidfjord
Eidfjord é uma comuna da Noruega, com 1501 km² de área e 914 habitantes (censo de 2005).         